# 晩秋 (戯曲)
『晩秋』（ばんしゅう）は、脚本家マキノノゾミが森光子のために書き下ろした舞台劇。

## 概要
2009年11月、明治座で初演された。老境を迎えた人間、これから迎える人間の群像劇である。
森光子とマキノノゾミと新作舞台劇を作るにあたり、森が坂東三津五郎と八千草薫を指名し、マキノが脚本を当て書きした。森と三津五郎との共演は初めて、八千草とは1961年の『放浪記』以来48年ぶりであった。森の出演は、同年国民栄誉賞を受賞したことから「国民栄誉賞受賞記念特別出演」となっている。
劇中、森は英語で「センチメンタル・ジャーニー」を独唱した。人生の「晩秋」を描く中、親子愛、師弟愛、友情とともに医療過誤や認知症といった社会問題にも踏み込んでいる。
上演に先立ち、小学館『せりふの時代』秋号（第53号）に戯曲が掲載された。

## ストーリー
平成11年、医師・鳴海春彦は勤務する都内大学病院の医療過誤隠蔽に悩み、交際中の婦長・佐奈子とも意見が対立。そのような時、小学校時代の恩師・清子に誘われ生まれ故郷である瀬戸内海の小島・登美島を訪れる。幼馴染たちと邂逅する中、清子に認知症の症状が現れていることがわかる。清子が春彦を島に誘ったのは、自分の記憶があるうちに春彦に父・勝彦と母・志津子について伝えなくてはいけないことがあったからだった。

## キャスト
- 鳴海春彦（大学病院に勤務する医師）：坂東三津五郎
- 鳴海勝彦（春彦の父、登美島の医師）：坂東三津五郎（二役）
- 上原清子（春彦の恩師、旧姓島村）：八千草薫
- 樋口志津子（春彦の母）：森光子 国民栄誉賞受賞記念特別出演
- 鳴海源吉（春彦の祖父、登美島小学校校長）：米倉斉加年
- アキ（ナース）：守田菜生
- 久保武雄（春彦の小学校時代の同級生）：若杉宏二
- 小野寺三千代（春彦の小学校時代の同級生）：山下裕子
- 久保サト子（春彦の小学校時代の同級生）：田根楽子
- 島村清子（小学校の教師）：星野真里
- 鳴海由佳（春彦の娘）：馬渕英俚可
- 志津子：馬渕英俚可（二役）
- 小林医師（大学病院に勤務する医師）：武岡淳一
- 鈴木佐奈子（大学病院の看護婦長）：中田喜子

### スタッフ
- 作・演出：マキノノゾミ
- 演出補：郷田拓実
- 美術：中島正留
- 音楽：甲斐正人
- 効果：内藤博司
- 振付：前田清美
- 歌唱指導：山口正義
- 衣装プランナー：三大寺志保美
- メイク指導：青木満寿子
- 方言指導：西村奈歩
- プロデューサー：村田章、五十嵐禎
- 制作：北村純一
- 製作：明治座